# 国実百合
国実 百合（くにざね ゆり、1970年12月19日 - ） は、日本の歌手。現役時代の所属事務所は芸映プロダクション、レコード会社は日本コロムビア。本名國實百合（結婚前：読みは同じ）。引退後結婚、土屋姓となりセラピスト・マヤ暦カウンセラーとして活躍中。1男1女がいる。2023年に歌手活動を再開。

## 略歴
高知県高知市一宮出身。高知県立高知小津高等学校から堀越高等学校に編入後、同校を卒業。芸能界に憧れ、高校2年の時に芸映プロが主催した日本コロムビア「ザ・オーディション・ボーイズ・アンド・ガールズ」（応募総数1万8923人）に応募、1987年10月4日に調布グリーンホールで行われた決戦大会で優勝し、翌1988年3月16日に『青い制服』でアイドル歌手デビュー。デビュー曲はオリコンチャート19位を記録した。
1991年春に芸名を國實唯理（くにざね ゆり）に改名。同年4月、TOKYO FMホールにてファーストライブを実施する。結果的には最初で最後のフル・ライブとなった。
同年11月、東京都内で行われたイベント会場で突然芸能活動の一時休止を発表。同月末に行われた大阪・枚方市のくずはモールでのイベントを最後に完全休止、のち完全引退。元々子供の頃から病弱で、芸能界デビュー後も仕事の合間に入院することもあり、腎盂炎発症・悪化及び治療専念のためだったといわれている。
2011年9月6日放送の「超豪華!!スタア同窓会IV〜マルヒ（秘）のおきて〜 」（日本テレビ系）に、観客の1人としてゲスト出演。また、2014年7月8日の『カスペ! 今でもスゴい女性芸能人第2の人生すべて見せますSP』（フジテレビ系）にもVTR出演。2014年の時点ではセラピストをしているとのこと。
子育てが一段落した段階でもう一度歌いたいと思い、2023年4月に自身の曲の作曲を多く手掛けた林哲司の作曲家50周年コンサートで林の元へあいさつに伺ったところ、そこにデビュー曲の作詞を担当した売野雅勇もいたこともあって、「自分の曲をもう1度YouTubeで歌わせて欲しい」と願い出ると、林と売野から「自分の歌なんですから、歌っていいんですよ」と言われたことで、自分のYouTubeを始めて、自分の曲を改めて自ら歌うという動画を上げている。
2024年1月15日にイベント『アイドルアーカイブス』（東京・新大久保 R’sアートコート、司会の宮前真樹（元CoCo）、立花理佐、仁藤優子と共演）に出演し、1991年のファーストコンサート以来33年ぶりに観客の前で歌を披露した。
2025年4月27日、GINZA 7th Studioにて34年ぶりとなるワンマンライブを開催した。

## エピソード
- 妹が1人いる。
- 松田聖子に憧れて芸能界を目指し、「ザ・オーディション・ボーイズ・アンド・ガールズ」には親に内緒で応募したという[4]。
- 高知小津高校在学中に上京し、堀越高校へと転校した。両校での修学旅行に参加できたため、高校時代の修学旅行は2回行っている。
- 高知小津高校では、国実の歌手デビュー当時に現役の大関だった朝潮の15年後輩にあたる。堀越高校時代の同級生は酒井法子・西村知美・渡辺美奈代（渡辺は新入学したため国実より1歳年上）らがいる。
- 80年代当時の趣味はプリペイドカード収集。そのことはスタートピックスやオレンジ出版発行のカード情報雑誌『TELcolle（テレコレ）』でも取り上げられたことがある。

## 音楽
シングルは1988年から91年迄の間に12枚が発売された。またアルバムはベスト盤2枚を含む6枚と、他アイドルとのコンピレーションカバー盤が2枚発売されている。

### シングル
1. 青い制服（1988年3月16日）
作詞：麻生麗二（売野雅勇）　作曲・編曲：林哲司
2. ボーイフレンド（1988年6月21日）
作詞：麻生麗二（売野雅勇）　作曲・編曲：林哲司
3. 秋色の街（1988年9月28日）
作詞：田口俊　作曲・編曲：林哲司
4. 友だち以上（1988年12月10日）
作詞：田口俊　作曲：林哲司　編曲：新川博
5. あなたしかいらない（1989年3月1日）
作詞：及川眠子　作曲：林哲司　編曲：山川恵津子
6. きっと…（1989年7月5日）
作詞：三浦徳子　作曲：林哲司　編曲：萩田光雄
7. 北風にひとりぼっち（1989年10月21日）
作詞：青木久美子　作曲：林哲司　編曲：山川恵津子
8. 北風と太陽（1990年2月22日）
カバー4曲入CDシングル（寒い朝、北国よ、お元気ですか、そばにいて下さい）、表題の曲は無し
9. 太陽は知っている（1990年7月1日）
作詞：青木久美子　作曲：林哲司　編曲：山川恵津子
10. 哀しい疑惑（1990年11月1日）
作詞：三浦徳子　作曲：国安わたる　編曲：山川恵津子
11. 愛のエチュード（1991年3月1日）
作詞：門谷憲二　作曲：伊藤薫　編曲：川口真
12. コーヒー・ルンバ（1991年11月1日） - 國實唯理名義、カバー
作詞：J.M.Perroni・中沢清二　作曲：J.M.Perroni　編曲：川口真

### アルバム
1. Summer in Blue（1988年7月21日）
2. シーズンズ（1989年3月21日）
3. Y-923NE（1989年7月21日） - ベスト　ミニ・アルバム
4. TEARS TIARA（1990年8月1日）
5. ニュー・フェイセス（1991年3月21日）
6. コーヒー・ルンバ（1992年3月21日） - ベスト　國實唯理名義

- 以下、合作企画盤
  - キューティーズ・グラジュエイション（1989年2月1日） - 島田奈美、後藤久美子、守谷香、磯崎亜紀子、白田あゆみ
  - キューティーズ・イン・サマー（1989年7月1日） - 増田未亜、磯崎亜紀子、森恵、守谷佳央理（守谷香）

## 映像ソフト
- 卒業　Memories of San Francisco（1989年4月21日）
- ハーイ!!わたしが国実百合です…（1989年5月21日）
- Yuri! growing-Up（1991年4月1日）

## 写真集
- y-923NE（1989年7月25日初版、ワニブックス）
- 裸足の季節（1990年4月10日初版、近代映画社）
- 國實唯理写真集 Yuri! growing-Up（1991年4月10日初版、ワニブックス)

## 出演
- ドラマ（主演・レギュラー）
  - 参上! 天空剣士（1990年4月1日〜9月30日、全26回、テレビ東京系）
  - 映画みたいな恋したい「誘惑」（1991年9月14日、テレビ東京系）

- ドラマ（ゲスト）
  - カッ飛び!ヤンヤン姫 第1話「黄門さまとワル者退治」（1988年10月4日、テレビ東京系）
  - 機動刑事ジバン26話「竜に釣られたグルメ美女」（1989年7月23日、テレビ朝日系）
  - 火曜スーパーワイド「Dr.クマひげIII・新宿駅ウラ診療所 純愛!星空の上高地」（1989年12月19日、テレビ朝日系）
  - 12時間超ワイドドラマ「宮本武蔵」（1990年1月2日、テレビ東京系） 楓役
  - 鞍馬天狗第三十二話「悲劇の兄妹」（1991年、テレビ東京系）おさよ役
  - 暴れん坊将軍IV 第23話「死を呼んだ玉の輿!」（1991年、テレビ朝日系） お照役

- リポーター（レギュラー）
  - はなきんデータランド（テレビ朝日系）
  - 愛川欽也の不思議ミステリーツアー（テレビ東京系）

- 音楽番組・バラエティ番組
  - クイズ!年の差なんて（フジテレビ）
  - やる気マンマン日曜日（毎日放送・TBS系）
  - それゆけ!マーシー（毎日放送・TBS系）
  - 森脇・山田のライブ抱腹Z（朝日放送）
  - ザ・スターボウリング（テレビ東京）
  - 笑っていいとも!（フジテレビ）
  - スーパージョッキー（日本テレビ）
  - 歌謡びんびんハウス（テレビ朝日）
  - HOMEフレッシュモーニング（広島ホームテレビ）
  - 志村けんのだいじょうぶだぁ（フジテレビ）
  - 夕食ばんざい（フジテレビ）
  - おはよう朝日です（朝日放送）
  - 東京イエローページ（テレビ東京）
  - 超常現象を見た! -S外科病院-
  - 週刊スタミナ天国（フジテレビ）
  - オールスタープロ野球12球団対抗歌合戦（フジテレビ）
  - ミュージックステーション（テレビ朝日）
  - ますこっとたわー（TBS）
  - 加トちゃんケンちゃんごきげんテレビ（TBS）
  - サタデーポップ'88（TBS）
  - JanJanサタデー（静岡第一テレビ）

- ラジオ
  - 朝もやのティアラ
  - 朝からたいへん!つかちゃんでーす（ニッポン放送、1988年7月1日）
  - LISTEN HOT（結婚により引退した同じ事務所の先輩の石川秀美に代わり1990年10月から出演。1992年3月まで）
  - 森脇・山田のパニックしようぜ!東京ハラギャーテーズ（ニッポン放送、1990年12月1日）
  - ロッテヤンスタNo1（ニッポン放送）
  - いらっしゃいませ!国実百合です
  - FMヤングスタジオ (JFNラジオ、1990年4月-1991年6月）
    - 金曜日と月曜日レギュラーパーソナリティとして出演

## CM
- デンオン（日本コロムビア）